# غاري بيرلي
غاري بيرلي (بالإنجليزية: Gary Burley)‏ هو لاعب كرة قدم أمريكية أمريكي، ولد في 8 ديسمبر 1952 في كولومبوس في الولايات المتحدة.

## وصلات خارجية
- غاري بيرلي على موقع مرجع كرة القدم المحترفة.كوم (الإنجليزية)